# Grignasco
Grignasco – miejscowość i gmina we Włoszech, w regionie Piemont, w prowincji Novara.
Według danych na rok 2004 gminę zamieszkiwały 4704 osoby, 336 os./km².